# Vatimont
Vatimont – miejscowość i gmina we Francji, w regionie Grand Est, w departamencie Mozela.
Według danych na rok 1990 gminę zamieszkiwało 340 osób, a gęstość zaludnienia wynosiła 42 osób/km² (wśród 2335 gmin Lotaryngii Vatimont plasuje się na 715. miejscu pod względem liczby ludności, natomiast pod względem powierzchni na miejscu 740.).